# No brand girls/START:DASH!!
《No brand girls/START:DASH!!》是μ's的單曲，也是電視動畫《Love Live!》的插入曲。2013年4月3日由Lantis發售。

## 概要
電視動畫《Love Live!》的插入曲第3作，亦是動畫第1期插入曲中最後發售的單曲。封面圖像於3月31日公開。
初回生產期間隨機附贈（全9種）中的1種。

## 榜單成績
4月15日公布的Oricon週榜中排第5。首週售出1.7萬張，是《Love Live!》相關樂曲初動中最高者。另外，本單曲是《Love Live!》在Billboard的Hot Animation中首次獲得第1名者。

## 收錄曲
- CD

1. No brand girls[4:07]
  - 作詞：畑亞貴，作曲、編曲：河田貴央
  - 電視動畫第1期第11話插入曲
  - 應「強而有力」的要求而製作的樂曲[4]。
2. START:DASH!![4:19]
  - 作詞：畑亞貴，作曲、編曲：佐佐木裕
  - 電視動畫第1期第13話插入曲，也是電視动画《Love Live! Sunshine!!》第1话的插曲
  - μ's全員歌唱。《Love Live! 學園偶像祭》收錄的是該版本。
3. No brand girls (Off Vocal)
4. START:DASH!! (Off Vocal)

## 專輯收錄
| 曲名           | 專輯                                       | 發售日        | 專輯類型 |
| -------------- | ------------------------------------------ | ------------- | -------- |
| No brand girls | 《μ's Best Album Best Live! Collection Ⅱ》 | 2015年5月27日 | 精選輯   |
| START:DASH!!   | 《μ's Best Album Best Live! Collection Ⅱ》 | 2015年5月27日 | 精選輯   |

## 外部連結
- Lantis上的介紹頁（页面存档备份，存于）（日語）
- Lantis YouTube頻道的影片
  - YouTube上的
  - YouTube上的